# Ōyamazaki
Ōyamazaki (jap. 大山崎町 Ōyamazaki-chō) – miasto w Japonii, na wyspie Honsiu, w prefekturze Kioto. Według danych na rok 2020 miejscowość zamieszkiwało 15 953 mieszkańców , a gęstość zaludnienia wyniosła 2672,2 os./km².